# Princezna Niloufer
Princezna Begum Sahiba Niloufer Khanum Sultana Farhat (4. ledna 1916 Istanbul – 12. června 1989 Paříž) byla jedna z posledních princezen v Osmanské říši. Provdala se za druhého syna posledního Nizáma v Hajdarabádu v Indii.

## Narození
Niloufer se narodila v paláci Göztepe v Istanbulu, když rodina její matky vládla Osmanské říši. Její otec byl Damat Moralizada Salaruddin Bey Efendi, přední člen osmanského dvora a její matka byla Adile Sultan, dcera Şehzade Mehmed Selaheddin a vnučka sultána Murada V.
Na konci první světové války byla rodina zbavena vlády a Turecko bylo prohlášeno za republiku. Později, v roce 1924, museli členové dynastie posláni do exilu. Usadili se ve Francii, konkrétně ve městě Nice. Mnozí členové dynastie a sultánského dvoru, včetně rodiny Niloufer, se usadili zde.

## Manželství
V prosinci 1931 se věku šestnácti let provdala za Moazzama Jaha, druhého syna vládnoucího nizáma v Hajdarábu. Nizámův první syn se oženil s její sestřenicí Dürrüşehvar. Po sňatku se Niloufer se odstěhovala s manželem do Indie.
Od svatby uběhlo několik let, ale Niloufer stále neměla dítě. Odjela do Evropy na konzultace s doktory, protože v Indii se mnoho specialistů nenacházelo. Během této doby zemřela jedna z jejích služebných při porodu, také kvůli nedostatku lékařské péče. Porody často probíhaly doma a i malé komplikace znamenaly fatální následky pro matku i dítě. Právě proto nechala Niloufer vystavět ve městě nemocnici speciálně pro ženy a děti, jejíž je patronem a nese její jméno. V dnešní době tato nemocnice patří mezi jedny z nejznámějších v okolí města Hajdarábu.
I když její život vypadal prázdně kvůli neplodnosti, dokázala si tuto prázdnotu vykompenzovat svým veřejným životem. Byla členem elitního ženského klubu jménem Lady Hydari Club. Na rozdíl od ostatních žen ve své rodině (jak v té Osmanské a tak i indické) měla vysoké postavení. Pobývala hlavně ve městech mimo palác a navštěvovala veřejné zásnuby, koktejlové party a pozdní noční večírky. Dělala hned několik funkcí a slavnostně zahajovala události, kde byla většinou odhalena. Žádná žena z nizámské rodiny dosud nebyla spatřena na žádných akcích, tudíž byla Niloufer považována za baterku pro ženský pokrok. Její krása a veřejný styl života byl velmi populární a dostala se tak na titulní strany časopisů. Byla považována za jednu z deseti nejkrásnějších žen světa a bylo jí nabídnuto několik filmových rolí.
Zatím co ji její tchán a její osmanská rodina podporovali, její počínání se nezamlouvalo rodině manžela. Neměli pochopení pro to, že žena, která byla vychována pro domácí styl života a plození dětí, se veřejně věnovala charitě a životu jiných. Během druhé světové války pak Niloufer získala titul sestry a léčila zraněné. I tak dále pokračovaly její party a večírky.
Doktoři a specialisté z Evropy vyřkli definitivní verdikt, že Niloufer není plodná. V roce 1948, po sedmnácti letech manželství, se její manžel oženil s další ženou, Razii Begum, dcerou z jiné aristokratické rodiny v Hajdarabádu. Druhé manželství bylo v pořádku, jelikož muslimský muž může mít najednou čtyři manželky. Druhé manželství přineslo velmi rychle dítě a během čtyř let se narodily další tři dcery. V roce 1952, po jednadvacetiletém manželství, se s manželem Niloufer rozvedla.

## Pozdější léta
Po rozvodu se Niloufer přestěhovala zpět do Francie, kde byla celá osmanská rodina. V roce 1963 se provdala za Edwarda Julia Popa, amerického válečného hrdinu, spisovatele a filmového producenta. Zemřela v Paříži v červnu roku 1989.